# Viktor Burr
Viktor Burr (* 8. Februar 1906 in Ellwangen; † 15. Juni 1975 ebenda) war ein deutscher Althistoriker und Bibliothekar.

## Leben
Der zehnte Sohn eines Bäckermeisters studierte zunächst seit 1924 katholische Theologie an der Universität Würzburg, nach dem ersten theologischen Examen 1928 in Tübingen Klassische Philologie und Geschichte. Seit dem Studium war er Mitglied der katholischen Studentenverbindungen WKStV Unitas-Markomannia Tübingen und WKStV Unitas-Hetania Würzburg im Unitas-Verband, gegen den 1938 als „staatsfeindliche Organisation“ die Zwangsauflösung verfügt wurde. 1932 wurde er in Würzburg promoviert, war kurzzeitig als Lehrer tätig und begann 1934 in Tübingen und Berlin eine Ausbildung für den höheren Bibliotheksdienst. Nach dem Examen ging er als Bibliothekar an die Universitätsbibliothek Tübingen, war aber weiter wissenschaftlich tätig und habilitierte sich 1940 an der Universität Tübingen mit einer Arbeit über den homerischen Schiffskatalog.
Ab 1944 vertrat Burr den Lehrstuhl für Alte Geschichte an der Universität Jena, dessen Inhaber Hermann Bengtson bei der Wehrmacht war. Im Juni 1946 wurde ihm der Lehrstuhl offiziell übertragen. Seit 1945 war er auch Direktor der Universitätsbibliothek Jena und insbesondere maßgeblich mit den Planungen für den Wiederaufbau des bei einem Fliegerangriff zerstörten Gebäudes befasst. Im Februar 1947 verließ er, vermutlich aus politischen Gründen, Jena wieder und kehrte an die Universitätsbibliothek Tübingen zurück, wo er Stellvertreter des Direktors Georg Leyh wurde, zudem außerplanmäßiger Professor an der Universität. 1948 bescheinigte ihm eine Spruchkammer der Universität Tübingen Widerstandshandlungen während der NS-Zeit und stellte u. a. fest, dass er „in Vorlesungen sehr scharfe Äußerungen gegen das NS-Regime und die Art der Kriegsführung durch das dritte Reich gemacht“ und „ständig unter der Beobachtung des SD gestanden“ habe, er zudem „ausweislich seiner Personalakten in seinen Beförderungsmöglichkeiten während des NS-Regimes ständig gehemmt“ gewesen sei.
1951 wurde Burr Direktor der Universitätsbibliothek Bonn, zugleich ab 1952 Honorarprofessor für Alte Geschichte und Bibliothekswissenschaft an der Universität. Er war verantwortlich für den 1960 eröffneten Neubau der Bibliothek. 1968 ging Burr ganz in die Wissenschaft zurück und wurde als Nachfolger Erich Swobodas Professor für Alte Geschichte an der Universität Graz. 1964 ernannte ihn die Stadt Ellwangen, zu deren Geschichte er zahlreiche Publikationen verfasst hatte, zum Ehrenbürger. 1969 wurde ihm das Verdienstkreuz 1. Klasse der Bundesrepublik Deutschland verliehen. Zudem war er Träger des Gregoriusordens. Er starb 1975, nur ein Jahr nach seiner Emeritierung. Neben seiner Frau Emma Burr geb. Neukamm (1911–1992) hinterließ er die gemeinsamen Kinder Wolfgang Burr (1939–2017) und Isolde Burr (* 1943).

## Schriften (Auswahl)
- Nostrum Mare. Ursprung und Geschichte der Namen des Mittelmeeres und seiner Teilmeere im Altertum. Kohlhammer, Stuttgart 1932 (Dissertation Universität Würzburg).
- Neon katalogos. Untersuchungen zum homerischen Schiffs-Katalog. Dieterich, Leipzig 1944; Neudruck Scientia, Aalen 1961 (Habilitationsschrift Universität Tübingen).
- Das geographische Weltbild Alexanders des Großen. Würzburger Jahrbücher für die Altertumswissenschaft, 1947, Bd. 2 Nr. 1, S. 91–99.
- Tiberius Iulius Alexander. Habelt, Bonn 1955.
- Universitäts-Bibliothek Bonn: Erfüllte Bauaufgaben. Ein Bericht. Universitätsbibliothek, Bonn 1962.
- Marginalien zur Bibliothek von Qumran. Libri 1965, S. 340–352.
- (Hrsg.): Ellwangen 764–1964. Beiträge und Untersuchungen zur Zwölfhundertjahrfeier. 2 Bände. Schwabenverlag. Ellwangen 1964.
- Verzeichnis der nach dem 2. Weltkrieg als fehlend festgestellten Handschriften. Universitätsbibliothek Bonn 1968.
- Rom und Judäa im 1. Jahrhundert v. Chr. (Pompeius und die Juden). Politische Geschichte, Hildegard Temporini und Wolfgang Haase (Hrsg.), Berlin/Boston 1972, Band 1, S. 875–886.